# Alcázar

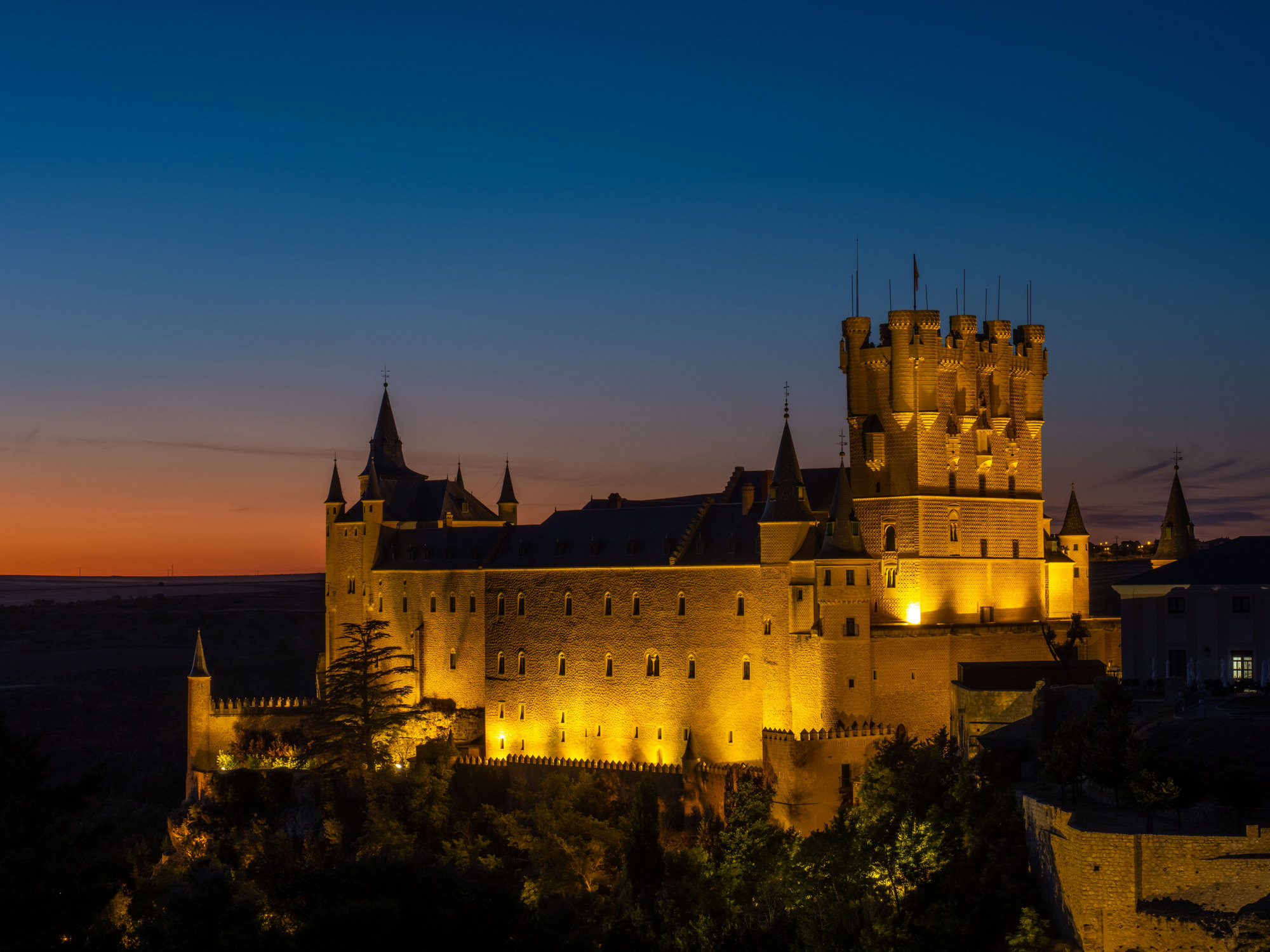
El Alcázar de Segovia, que data de principios del, es uno de los castillos medievales más característicos de toda Europa. Disney se inspiró en este majestuoso sitio cuando ideó el icónico castillo de Blancanieves.

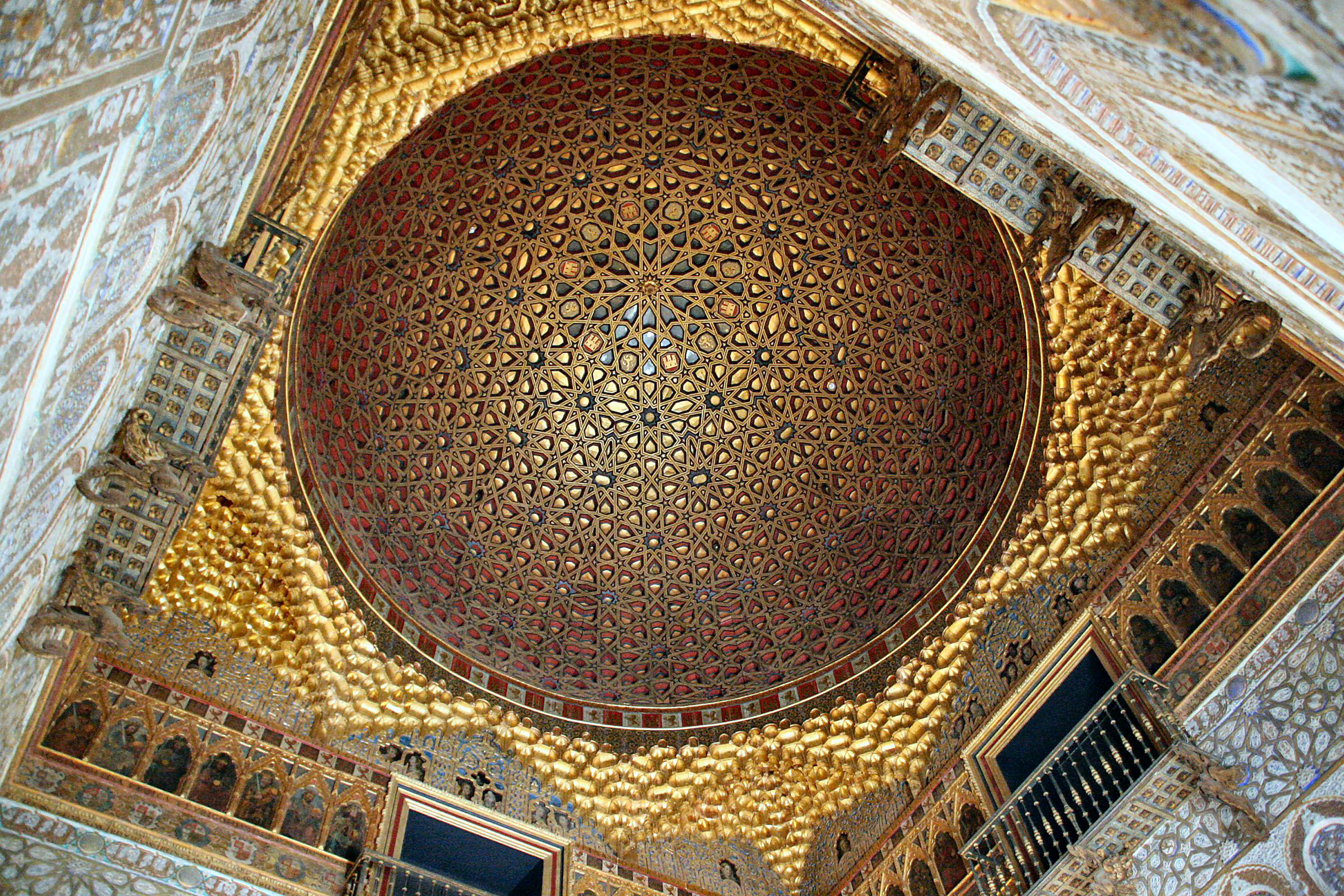
Salón de Embajadores en el Real Alcázar de Sevilla.

La voz Alcázar (del árabe القصر -al qaçr-) sirve para definir una residencia real fortificada. Tal como ya nos lo indica el Diccionario de la Lengua Castellana, en su primera edición de 1870: "Llamáronse así antiguamente los palacios de los Reyes, y grandes señores, porque todos eran fuertes".
En este contexto son varios los palacios que han recibido esta denominación en España, si bien en puridad, tan solo deben ser considerados alcázares las residencias reales. 
Así tendríamos que únicamente los de Sevilla y Segovia son verdaderos alcázares, puesto que desde un principio fueron concebidos como tales; otros, entre ellos muy principalmente los de Madrid y Toledo, no fueron residencias reales hasta muy tarde, el primero en tiempos de los Reyes Católicos y el segundo con Carlos I y, aunque denominados alcázares con anterioridad, tan solo adquirirían tal condición en los tiempos indicados.
Muchas ciudades de España utilizan también la palabra alcázar para nombrar antiguos palacios musulmanes (del periodo califal o de las taifas) reconstruidos por los reyes cristianos posteriores.
Son numerosos los topónimos relacionados con esta palabra y sus derivaciones: Alcázar (de San Juan, del Rey, Guadalcázar, etc.), Alcácer (en valenciano o catalán, cfr.: Alcàsser), Alquézar, Alcazarejo de los Altamirano; Alcocer de Planes (Alcosser), Alcocer y Alcocero (de al-quṣayr, diminutivo árabe de al-qaṣr); Alcazarén (de al-qaṣrayn, dual de al-qaṣr); Belalcázar (y el antropónimo Balcázar); incluso exónimos, como el caso de Alcazarquivir. También el portugués Alcácer do Sal.

## Reales alcázares
- El Alcázar de Segovia, que data de principios del siglo XII, es uno de los castillos medievales más famosos del mundo y uno de los monumentos más visitados de España. Por sus estancias han pasado veintidós reyes, además de algunos de los personajes más destacados de la Historia. La Reina Isabel I de Castilla salió de él para ser proclamada Reina de Castilla en la antigua Iglesia de S. Miguel que se situaba en la Plaza Mayor de Segovia. Durante la Edad Media, el alcázar de Segovia fue la residencia favorita de los reyes de Castilla, muchos de los cuales fueron añadiendo nuevas partes al edificio, transformando la fortaleza original en una residencia cortesana y prolongando la construcción del castillo hasta el siglo XVI, cuando el rey Felipe II le añadió los capiteles cónicos y los tejados de pizarra, al estilo de los castillos centroeuropeos. Un incendio en 1862 destruyó parte de los tejados, que fueron restaurados siguiendo el mismo estilo con el que se habían construido hacía unos 300 años. Es Bien de Interés Cultural y Patrimonio de la Humanidad como símbolo de la Ciudad Vieja de Segovia
- El Real Alcázar de Sevilla fue construido al inicio de la invasión árabe, alrededor de 720, y ampliado por Pedro I, el Cruel que, junto con su amante, María de Padilla, lo utilizaron como vivienda y sede del gobierno. Ha sido declarado Patrimonio de la Humanidad.

## Otros alcázares
- El Alcázar de Toledo sirvió como academia militar durante la Edad Contemporánea. Durante la guerra civil española, el coronel del bando sublevado, José Moscardó Ituarte, tomó el alcázar y lo mantuvo en territorio dominado por las fuerzas de la república. Milicias republicanas detuvieron al hijo de Moscardó, informando al coronel de que si no rendía el alcázar, su hijo sería fusilado, cosa que sucedió en julio de 1936. Antes de que ocurriera, se cuenta que tuvo una conversación telefónica con su hijo, informándole de que "tendría que morir por España".

- El Alcázar de Madrid, ubicado en el solar del actual Palacio Real de Madrid. De origen musulmán, se convirtió en residencia principal de los reyes cuando Felipe II eligió Madrid como capital de su imperio. Era un edificio con dos patios cuadrados, modificado infinidad de veces. En el siglo XVII se intentó darle mayor prestancia, reformando la fachada orientada a la actual Catedral de la Almudena. Velázquez intervino en la decoración de algunos salones. Fue un edificio célebre por sus asombrosas colecciones de arte, parte de las cuales se perdieron en el incendio de 1734, tras el cual todo el edificio hubo de ser demolido y reemplazado por un palacio al gusto italiano, el actual.

- El Alcázar de los Reyes Cristianos en Córdoba. Fue construido por Alfonso XI en el año 1328 sobre los restos de otras construcciones anteriores del Alcázar califal de Qurtuba, en un lugar donde desde época romana existía un recinto amurallado con diferentes edificaciones en su interior. Desde aquí los Reyes Católicos organizaron la conquista del Reino de Granada. Posteriormente, acogió al Tribunal de la Inquisición.

- El Alcázar de Guadalajara.

- El Alcázar y Mezquita Palacial (Mezquita-catedral) en la Alcazaba-castillo de Badajoz.

- El Alcázar de Jerez de la Frontera.
- El Alcázar de Talavera de la Reina
- El Alcázar de Toro

## Fuera de España
- Alcázar de Palermo: en el moderno Palermo (Sicilia), el distrito aún llamado Cassaro se corresponde con el lugar en el que se situaba el antiguo asentamiento púnico de Zis, que los árabes refortificaron y llamaron al qasr, donde después se erigió el palacio normando.
- El Alcázar de Colón o Palacio Virreinal de Don Diego Colón es un palacio situado en la Ciudad Colonial de Santo Domingo, República Dominicana, que fue construido sobre un solar cercano a los farallones que miran hacia el río Ozama, concedido a Diego Colón, hijo primogénito del colonizador de América, Cristóbal Colón, por el rey Fernando el Católico, para que edificara una morada para él y sus descendientes en la isla La Española, a la cual llegó en 1509 en calidad de gobernador y en donde actualmente funciona el Museo Alcázar de Colón.
- El Alcázar de Chapultepec: Su origen se remonta al Virreinato de Nueva España, cuando los virreyes solían frecuentar Chapultepec como zona de descanso y recreación. Bernardo de Gálvez ordenó el inicio de su construcción el 16 de agosto de 1785,/> en cuyo diseño participaron Francisco Bambitelli y Manuel Agustín Mascaró. No obstante, quedó abandonado durante un par de décadas hasta su adquisición por el Ayuntamiento de México en 1806. Hasta entonces, la obra palaciega estaba rodeada de amplios muros de cimentación construidos de andesita. A principios de los años 1840, el Heroico Colegio Militar estableció su sede en el Alcázar, período durante el cual se construyó el torreón Caballero Alto. Tuvo un significativo rol durante la batalla de Chapultepec como parte de la intervención estadounidense en México en 1847, al ser «el último bastión de defensa nacional, durante la cual sufrió daños considerables en su estructura. Miguel Miramón lo utilizó por primera vez como residencia presidencial a finales de los años 1850, hasta la segunda intervención francesa en México. Durante la transición imperial, Maximiliano de Habsburgo y su esposa Carlota habitaron el edificio cautivados por las hermosas vistas del Valle de México que se apreciaban desde el lugar, y llevaron a cabo una serie de adecuaciones inspiradas en el estilo rundbogenstil y neoclásico parisino, que le proporcionaron una simetría similar a la de los recintos burgueses europeos de esa época.